# Tribute to Bobby
Tribute to Bobby é um álbum de 2008 de Mick Hucknall e o seu primeiro a solo. Foi editado no Reino Unido em 19 de maio de 2008, e é uma colecção de músicas em tributo ao músico de blues Bobby Bland.
Um DVD também foi editado com o álbum. Contém um documentário filmado em Memphis, Tennessee em novembro de 2007.

## Faixas
1. Farther Up the Road - 3:27
2. Ain't That Lovin' You - 3:09
3. I'm Too Far Gone (To Turn Around) - 2:15
4. Poverty - 3:19
5. Yolanda - 3:56
6. Stormy Monday Blues - 2:39
7. I Wouldn't Treat a Dog (The Way You Treated Me) - 3:11
8. I'll Take Care of You - 2:56
9. Chains of Love - 2:59
10. I Pity the Fool - 3:36
11. Cry, Cry, Cry - 3:45
12. Lead Me On - 2:17